# Bluthochzeit (Fortner)
Bluthochzeit ist eine Opernfassung der gleichnamigen Lyrischen Tragödie in zwei Akten (sieben Bilder) von Federico García Lorca in der deutschen Übersetzung von Enrique Beck. Wolfgang Fortner komponierte die Musik dazu und fasste die Vorlage zu zwei Akten zusammen. Das Werk erlebte seine Uraufführung am 8. Juni 1957 am Opernhaus der Stadt Köln unter der Leitung von Günter Wand. Der große Erfolg sorgte dafür, dass das Werk bald von zahlreichen anderen Bühnen aufgegriffen wurde, aber heutzutage findet man es eher selten in den Spielplänen. 2013 brachte die Wuppertaler Oper eine viel beachtete Neuinszenierung in der Regie von Christian von Götz und unter der musikalischen Leitung von Hilary Griffiths heraus, die auf DVD festgehalten wurde. Die Partie der Mutter singt und spielt dort Dalia Schaechter. 

## Bühnenbilder
1. Wohnraum im Haus des Bräutigams, 2. Zimmer im Haus der Schwiegermutter, 3. Inneres der in den Berg gehauenen Behausung der Braut, 4. Großer Vorraum im Haus der Braut, 5. Vor der in den Berg gehauenen Behausung der Braut, 6. Wald, 7. Weißer Raum mit Bögen und dicken Mauern

## Handlung
Die Oper spielt im frühen 20. Jahrhundert in einem andalusischen Dorf.
Obwohl nun schon etliche Jahre vergangen sind, seit die alte Frau ihren Gatten und den älteren Sohn durch Blutrache verloren hat, kommt die Erinnerung an diese schlimme Zeit immer wieder schmerzhaft in ihr hoch, wenn sie ein blankes Messer sieht. Ein solches verlangt ihr einzig verbliebener Sohn von ihr, um im Weinberg Trauben zu schneiden. Die Nachricht ihres Sohnes, er habe sich in ein Mädchen verliebt, das früher einmal mit jenem Leonardo aus dem Geschlecht der Familie Félix verlobt war, versetzt ihr einen Stich ins Herz; denn dieser Familie hat sie das dunkelste Kapitel ihres Lebens zu „verdanken“. Gleich einer Kassandra ahnt sie, wie sich die Dinge entwickeln werden.
Leonardo Félix ist seit ein paar Jahren mit einer Verwandten seiner früheren Braut verheiratet und Vater geworden. Trotzdem lässt ihn die Nachricht über die bevorstehende Hochzeit seiner früheren Verlobten nicht kalt; denn insgeheim hat er nie aufgehört, sie zu lieben. Auch diese selbst hat in ihrem Herzen immer noch ein Plätzchen für Leonardo bewahrt. Sie vertraut aber darauf, dass Leonardo aus ihren Gedanken verschwinden werde, sobald sie erst ihren jetzigen Bräutigam geheiratet haben wird.
Der Tag der Hochzeit ist angebrochen. Viele Gäste finden sich ein, unter ihnen auch Leonardo und seine Frau. Letztere erkennt die Schönheit der Braut und merkt, wie ihr Gatte von deren Reizen geblendet ist. Als der traditionelle Bändertanz stattfinden soll, wird die Braut vermisst. Aber nicht nur sie, auch Leonardo ist wie vom Erdboden verschluckt. Alles deutet darauf hin, dass die beiden auf einem Pferd in den naheliegenden Wald geflohen sind. Sofort macht sich der Bräutigam mit ein paar Männern auf, die Flüchtigen zu suchen. Surrealistische Gestalten wie der Mondmann mit seinem grellen Licht und der Tod als Bettlerin gesellen sich zu ihnen.
Schließlich stöbert der Suchtrupp die Flüchtigen in einer Höhle auf. Das Unausweichliche geschieht: Leonardo und der Bräutigam gehen mit offenen Messern aufeinander los und bringen sich gegenseitig um.
Vergeblich wartet die Mutter auf die Rückkehr ihres Sohnes. Doch statt seiner taucht plötzlich ihre Schwiegertochter bei ihr auf. In ihrer grenzenlosen Wut will sie diese sogleich töten, doch als sie die Totenglocke vernimmt, wird sie versöhnlicher gestimmt.
Männer bringen die Leichname ins Dorf. Die Nachbarinnen beklagen die Toten. Nun hat das Messer für die Mutter seinen Schrecken verloren:
Kaum fasst es die Hand,

doch kalt durchdringt es

das Fleisch, überraschend,

und bleibt erst dort stehn,

wo die dunkle geheime

Wurzel des Schreis

in Wirrnis erbebt.
Die Nachbarinnen knien nieder und weinen.

## Musik
Die literarische Vorlage besteht teilweise aus Prosa und teilweise aus gebundener Sprache, die geradezu nach Musik verlangt. Dies hat sich der Komponist zunutze gemacht und hier seine Vertonung angesetzt. Fortner wendet auch hier die Zwölftontechnik an, die seinem Naturell entspricht und wofür er bekannt ist. Er hält sich aber nicht starr an deren Regeln, sondern bezieht auch Elemente der spanischen Folklore mit ein. Zu diesem Zwecke schreibt er für das Orchester auch Mandolinen, Kastagnetten, Tamburin und Gitarre vor.